# Iglesia de San Pedro (Malmö)
La iglesia de San Pedro (en sueco: Sankt Petri kyrka) es una gran iglesia en Malmö, Suecia.
Se empezó a construir en 1319. Es de estilo gótico y tiene una torre de 105 m de alto.